# Bob Andrews (Musiker)

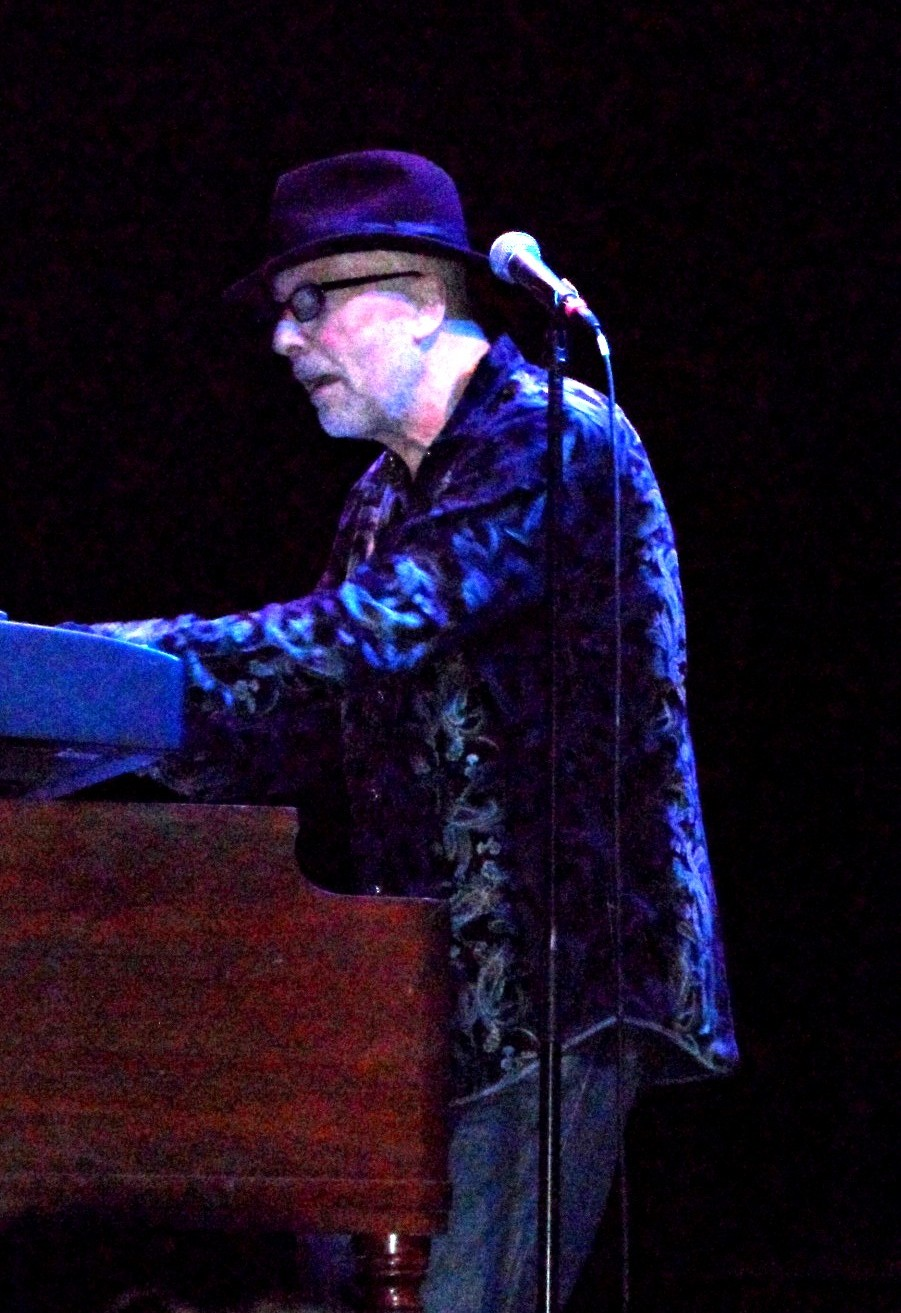
Bob Andrews

Bob Andrews, bürgerlich Robert Ian Andrews (* 17. Juni 1959 in Fulham), ist ein britischer Musiker, Rockgitarrist und ehemaliges Mitglied der Bands Generation X, Empire und Westworld.
Andrews wurde am 17. Juni 1959 in Fulham, Vereinigtes Königreich geboren. Er begann im Alter von 10 Jahren Gitarre zu spielen, wobei er musikalisch vor allem durch die Arbeit der britischen Blues-Rock-Gitarristen Paul Kossoff und Rory Gallagher beeinflusst wurde.

## Generation X
Andrews bevorzugtes Instrument war die Fender Stratocaster. Während eines Auftritts im Fulham Arts Centre wurde Punkrocker Billy Idol auf sein Talent aufmerksam. Idol, der zu dieser Zeit nach einem Gitarristen suchte, um die Besetzung einer neuen Band zu vervollständigen, rekrutierte Andrews als Leadgitarristen.

„Eines Abends landete ich mit ein paar befreundeten Punks aus Nordlondon
im Fulham Youth Club, wo eine Band namens Paradox auftrat. Sie spielten
Coverversionen von Jimi Hendrix und Deep Purple, und das sogar ziemlich
gut. Mir fiel der Gitarrist der Gruppe auf, ein siebzehnjähriges Wunderkind
namens Bob »Derwood« Andrews, mit einer unglaublich coolen,
ernsthaften Ausstrahlung. Nach dem Konzert machte ich ihm Komplimente
für sein Spiel und fragte, ob er nicht für unsere neue Band vorspielen wolle.
Am nächsten Tag kam er in unserem Proberaum in der Portobello Road
vorbei, und wir spielten unser Repertoire und ein paar Coverversionen
zusammen. Wir fanden ihn super. Ich überreichte ihm symbolisch meine
schwarze Single-Pickup-Gitarre und erklärte die Band für komplett.“

Nach weniger als einer Woche und wenigen Proben betrat Andrews am 10. Dezember 1976 die Bühne zum ersten Auftritt der Band Generation X im Central London College of Art & Design.
Anschließend unterzeichnete die Band einen Plattenvertrag mit Chrysalis Records und veröffentlichte im September 1977 ihre erste Single „Your Generation“, die auf Platz 36 der britischen Single-Charts landete. Das erste Album „Generation X“ erschien 1978 und erreichte Platz 29 der britischen Albumcharts. 1979 folgte das Album „Valley of the Dolls“. Obwohl das Album gleichzeitig mit der Single „King Rocker“ ihren höchsten Charthit markierte (Nr. 11 der britischen Single-Charts), verschlechterte sich der kommerzielle Erfolg der Band, und es kam zu Meinungsverschiedenheiten zwischen Andrews, Billy Idol und dem Bassisten Tony James hinsichtlich ihrer zukünftigen musikalischen Ausrichtung.
Die Spannungen in der Band wurden stärker, als  Idol und James sich weigerten, Andrews zu gestatten, etwas zu ihrer Songwriting-Partnerschaft beizutragen, und durch eine zunehmende persönliche Abneigung, die sich bei Andrews gegenüber Idol entwickelt hatte. Im Mai 1979 warnte Andrews, dass er zunehmend das Gefühl verspüre, Generation X verlassen zu wollen. Dennoch spitzten sich die internen Streitigkeiten zu und Andrews verließ die Band kurz vor Weihnachten.

## Empire
Anfang 1980 arbeiteten Andrews und Mark Laff, der ebenfalls bei Generation X ausgestiegen war, als Session-Musiker auf Jimmy Purseys erstem Soloalbum Imagination Camouflage (1980) mit. Mitte des Jahres 1980 gründeten Andrews und Laff mit dem Bassisten Simon Bernal die dreiköpfige Post-Punk-Band Empire, mit Andrews als Leadsänger der Gruppe. Empire veröffentlichte über das neue Label Dinosaur Discs.

## Westworld
1986 gründete Andrews mit der Sängerin Elizabeth Westwood und dem Gitarristen/Schlagzeuger Nick Burton eine „Beatbox Rock'n'Roll“/Rockabilly-Band im Retro-Americana-Stil der 1950er Jahre namens Westworld. Die Band hatte einen Hit mit seiner Debütsingle „Sonic Boom Boy“, die im Februar 1987 Platz 11 der britischen Single-Charts erreichte,

## Moondogg
1994 gründete Andrews mit Elizabeth Westwood einen neuen experimentellen elektronischen Pop/Rock-Act mit dem Titel „Moondogg“, der in Zusammenarbeit mit Martin Lee Stephenson in einem Aufnahmestudio in Hoxton arbeitete. Der Act veröffentlichte im Laufe des nächsten Jahrzehnts mehrere Platten, die von verschiedenen kleinen Labels im Vereinigten Königreich, den USA und Japan veröffentlicht wurden, ohne dass sich dies auf die kommerziellen Charts auswirkte.

## Derwood and the Rat
Im September 2022 veröffentlichte Andrews ein 12 Songs umfassendes Album, eine Zusammenarbeit mit dem Damned-Schlagzeuger Rat Scabies, unter dem Titel „Derwood and the Rat“.

## Solo-Arbeiten
Im Jahr 2007 veröffentlichte Andrews ein Solo-Rockmusikalbum mit dem Titel „Tone Poet“ Anschließend veröffentlichte er „Cover Yer Ass“, ein Kompilation-Album mit Coversongs. Im Jahr 2013 veröffentlichte er den herunterladbaren Song „Sleeping Beauty“ von Tone Poet Vol. I.

## Privates
Andrews zog 1992 von England nach Cave Creek, Arizona. Anschließend zog er nach Los Angeles, wo er eine Zeit lang die professionelle Musik aufgab und als Motorradkurier arbeitete. Anfang der 2000er Jahre zog er in die kalifornische High Desert-Region.

## Diskografie

### Generation X
- 1978 – Generation X
- 1979 – Valley of the Dolls
- 1979 – K.M.D. – Sweet Revenge (unveröffentlicht bis 1998, 2003 als zweite CD für das Generation Xbox-Set neu aufgelegt).
- 2004 – K.M.D. – Sweet Revenge Xtra

Generation X Kompilationen
- 1985 – The Best of Generation X
- 1990 – The Idol Generation (nur in Australien veröffentlicht)
- 1991 – Perfect Hits 1975–81
- 1999 – Live at the Paris Theatre '78 & '81 (2002 als „One Hundred Punks – BBC Live in Concert“ neu aufgelegt)
- 2002 – Radio 1 Sessions
- 2003 – Anthology
- 2003 – Live at Sheffield

### Empire
- 1981 – Expensive Sound (amerikanische Neuauflage 1986 von Highway 61 Records)
- 2003 – Expensive Sound (Poorly Packaged Products Records) (mit 7 bisher unveröffentlichten Songs und 4 Live-Mitschnitten)
- 2009/2012 – Volume II – Expansive Sound (Poorly Packaged Products Records) (die nie zuvor veröffentlichten New Empire-Tracks sowie Cover und Live-Mitschnitte von 1983–84)

### Westworld
- 1987 – Where the Action Is (RCA Records)
- 1987 – Rockulator (RCA Records) (US-Veröffentlichung von Where the Action Is mit geänderter Titelliste und Artwork sowie einigen neuen Mixen)
- 1988 – Beatbox Rock 'N' Roll (RCA Records) (nicht im Vereinigten Königreich veröffentlicht)
- 1991 – Movers and Shakers (MCA Records) (nicht im Vereinigten Königreich veröffentlicht)
- 1997 – Beatbox Rock 'N' Roll (Camden Records) (Kompilationsalbum, nicht zu verwechseln mit dem gleichnamigen zweiten Album)
- 2018 – Sick Cool (Rubbercheese Music) (retrospektive Veröffentlichung von Material aus den Jahren 1992–1994)

### Moondogg
- 1996 – Fat Lot of Good (Better Records)
- 2001 – God's Wallop (D.O.R.)
- 2004 – All the Love in the World (Rubbercheese Music)

### Speedtwinn
- 2003 – California (Orange Recordings)

### Soloaufnahmen
- 2007 – Tone Poet, Vol. 1 (Rubbercheese Music) (Nur digitaler Download)
- 2010 – Cover Yer Arse (Main Man Records)
- 2014 – Tone Poet, Vol. 2 (Rubbercheese Music)
- 2016 – Tone Poet, Vol. 3 (Rubbercheese Music) (Nur digitaler Download)
- 2018 – Tone Poet, Vol. 4 (Rubbercheese Music) (Nur digitaler Download)
- 2019 – Smash Hits ('Tone Poet' compilation) (Rubbercheese Music).
- 2022 – Spaceman (Single) (Rubbercheese Music)